# St. Katharinen (Arnsdorf)

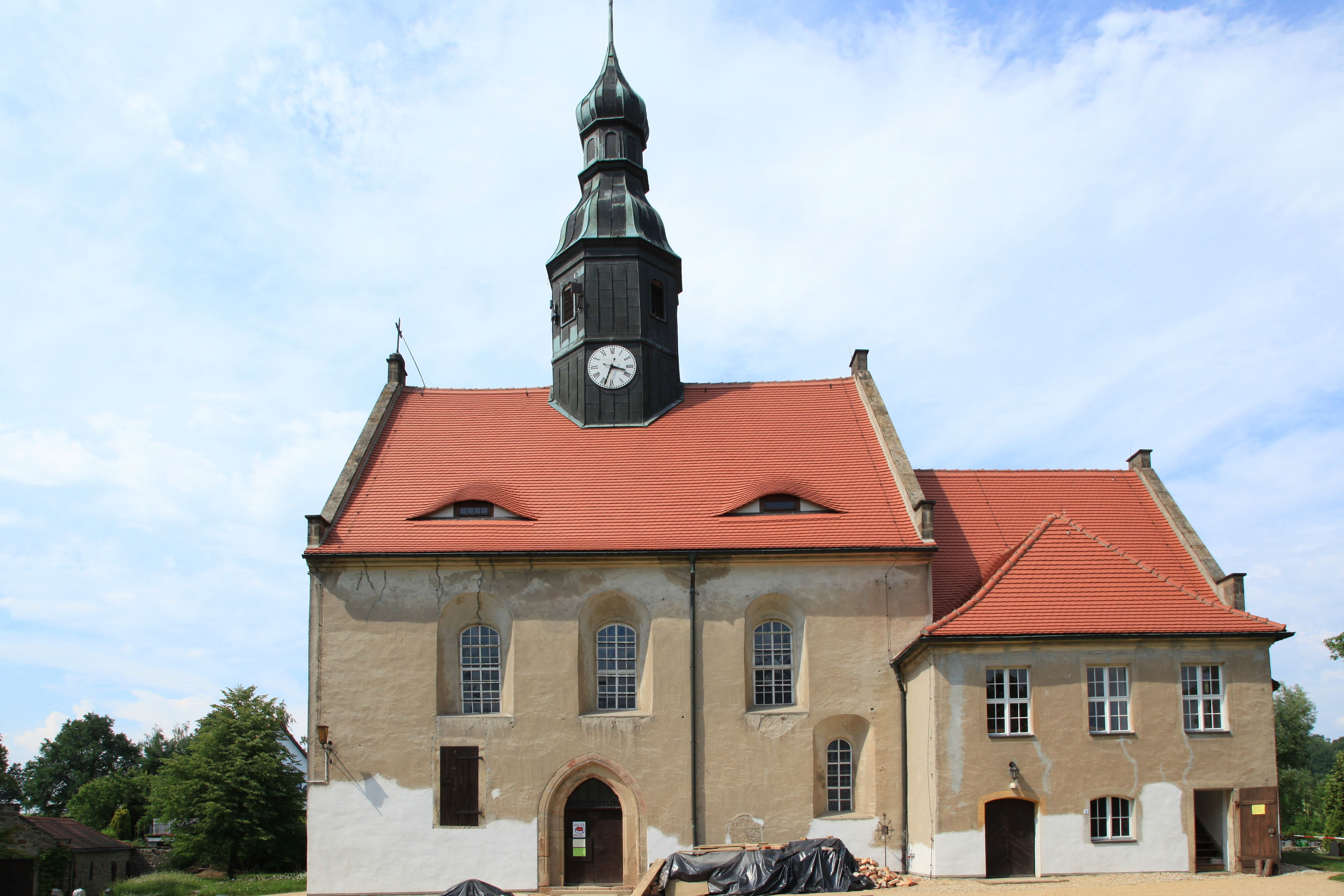
Die St.-Katharinen-Kirche während der Sanierung im Jahr 2012

Die St.-Katharinen-Kirche ist das Kirchengebäude im Ortsteil Arnsdorf der Gemeinde Vierkirchen im Landkreis Görlitz in Sachsen. Es gehört der Kirchengemeinde Arnsdorf im Pfarrsprengel Waldhufen-Vierkirchen des Kirchenkreises Schlesische Oberlausitz, der Teil der Evangelischen Kirche Berlin-Brandenburg-schlesische Oberlausitz ist. Die Kirche gilt als bau- und ortsgeschichtlich bedeutsam und steht unter Denkmalschutz.

## Architektur und Geschichte
Die Arnsdorfer St.-Katharinen-Kirche wurde im Jahr 1251 geweiht. Sie brannte 1430 nieder und wurde danach neu aufgebaut. Die Kirche ist ein verputzter Bau aus Bruchsteinmauerwerk mit Satteldach. An der Südwand des Altarraumes ist eine zweigeschossige Loge mit Sakristei angebaut. Der Chor ist quadratisch mit einer halbrunden Apsis. Das Kirchenschiff hat rundbogige Fenster und ein spitzbogiges Südportal mit profiliertem Gewände aus dem 15. Jahrhundert, der Zugang zur Sakristei erfolgt über ein Segmentbogenportal. An der Nordseite befinden sich am Kirchenschiff zwei zweigeschossige Rundbogenfenster. In der ersten Hälfte des 18. Jahrhunderts wurde auf der Mitte des Dachs ein achteckiger Dachreiter aufgebaut, dieser wurde 1783 mit einer Schweifhaube mit geschlossener Laterne bekrönt.

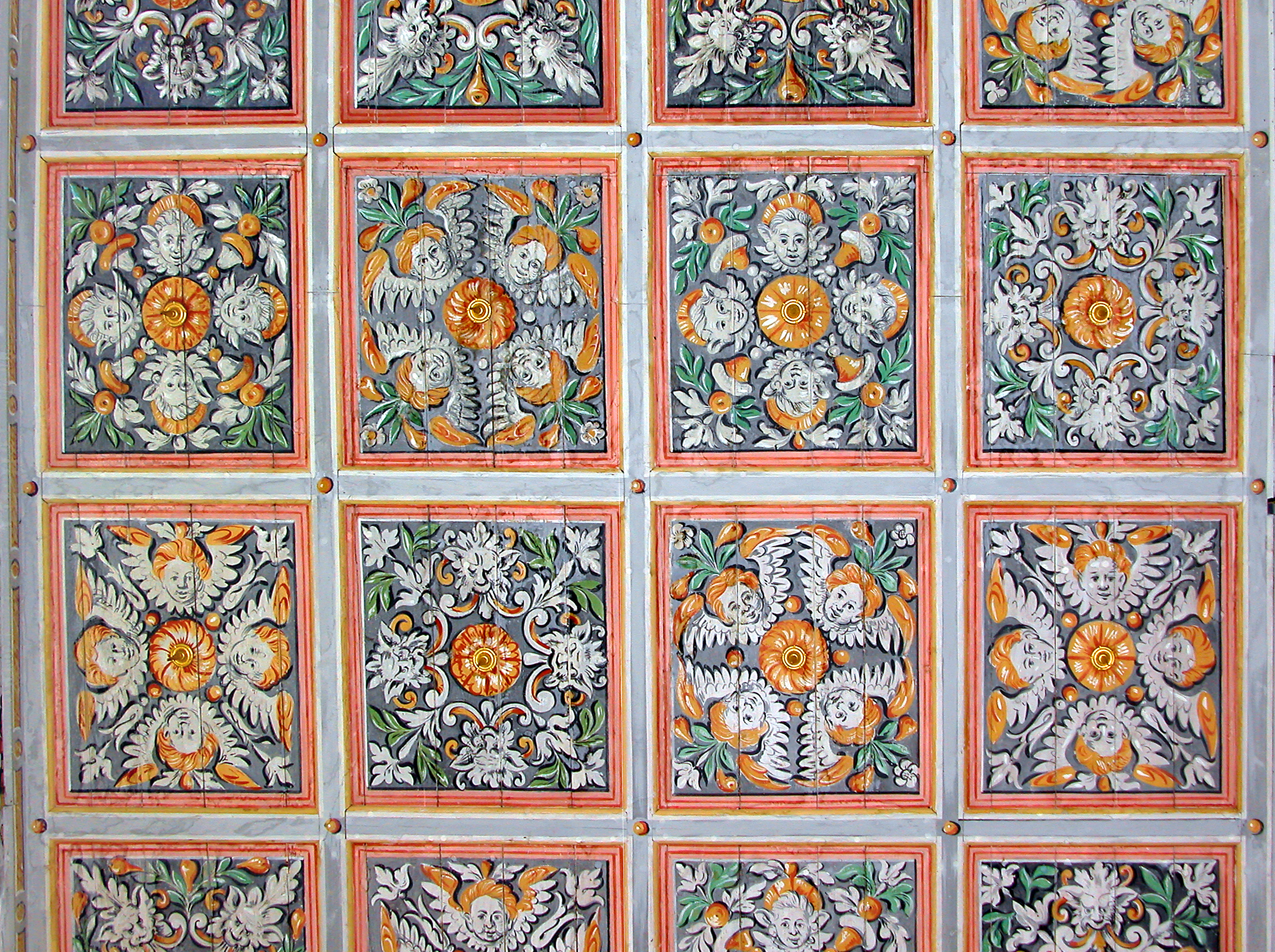
Bemalte Holzfelderdecke (2007)

Der Saal wird im Innenraum durch eine Felderdecke aus dem Jahr 1582 abgeschlossen. Die ursprüngliche ornamentale Bemalung der Decke wurde bei Restaurierungsarbeiten freigelegt und erneuert. Saal und Chor sind durch einen spitzbogigen Triumphbogen getrennt, der Chor ist kreuzrippengewölbt. An der Nord-, West- und Südseite befinden sich Emporen mit bemalten Brüstungsfeldern, die im Jahr 1826 eingebaut wurden. Zwischen den Fenstern des Kirchenschiffs liegen Ornamentmalereien aus dem Jahr 1658 und an der Nordwand befindet sich eine schlecht erhaltene gotische Wandmalerei. In der Apsis sind noch Wandgemälde aus dem 13. Jahrhundert erhalten.
Im Jahr 1945 wurde die St.-Katharinen-Kirche in Folge von Kampfhandlungen gegen Ende des Zweiten Weltkrieges teilweise zerstört. Zwischen 1947 und 1953 erfolgte der Wiederaufbau. 2006 wurde mit Planungen einer umfangreichen Sanierung der Kirche begonnen, 2010 wurde das Gestühl der Kirche ausgetauscht und der Innenraum restauriert. Dabei wurde auch der früher bereits vorhandene Mittelgang wiederhergestellt. Die Außensanierung wurde 2012 abgeschlossen.

## Ausstattung

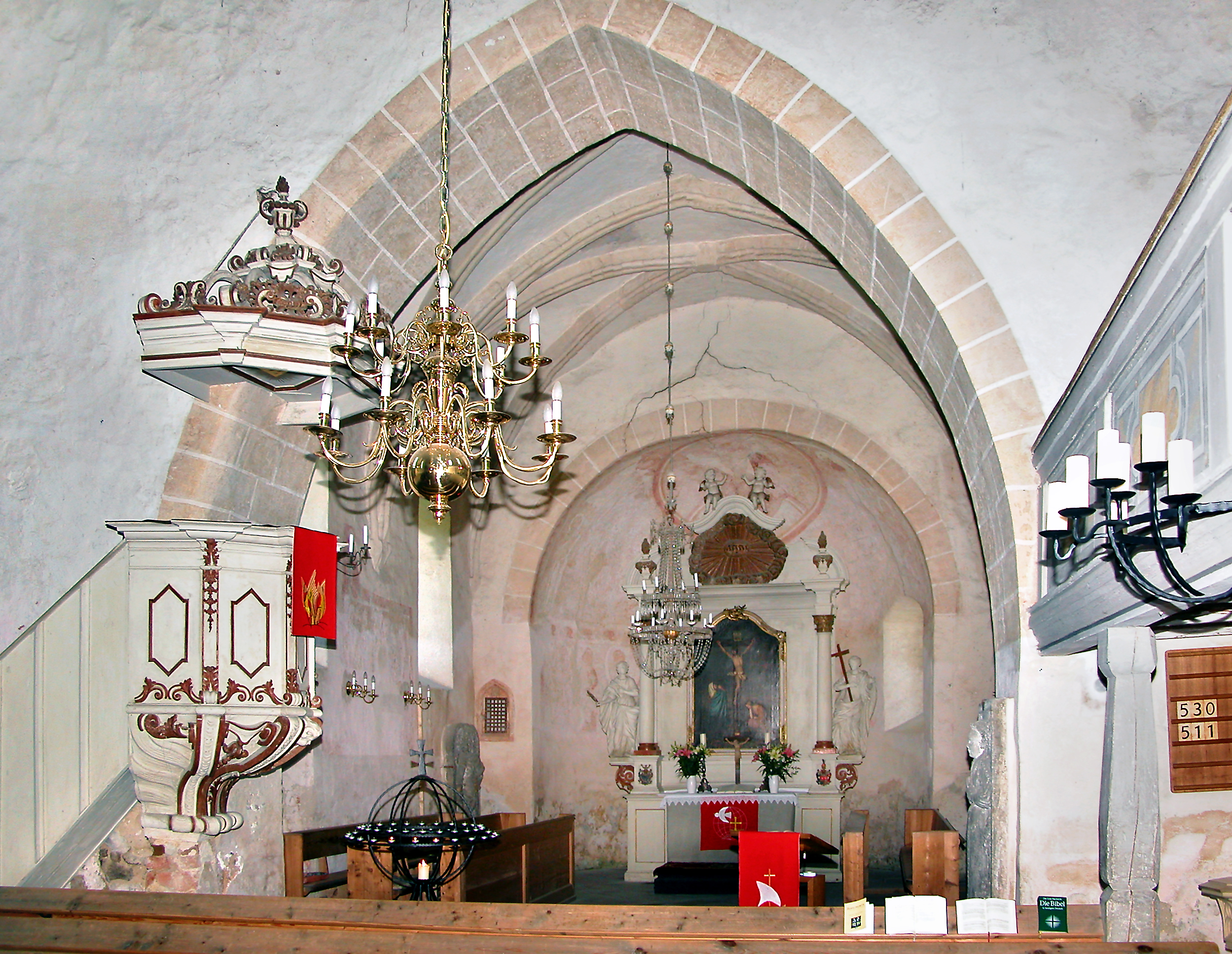
Blick in den Altarraum (2007)

In der Arnsdorfer Kirche steht ein weiß und gold gefasster Altar mit hölzernen Säulen aus dem Jahr 1751. An den Seiten wurden im 19. Jahrhundert Figuren der heiligen Katharina und des heiligen Johannes aufgesetzt. Auf dem Altarblatt aus dem späten 19. Jahrhundert befindet sich eine Kreuzigungsszene. Die hölzerne Kanzel mit Schalldeckel wird wie auch der Altar auf das Jahr 1751 datiert. Die neugotische Taufe aus Sandstein stammt aus dem 19. Jahrhundert. An der nördlichen Chorwand hängt ein spätgotischer Holzkruzifix, des Weiteren befindet sich dort eine Sakramentsnische. Die Patronatsfamilie von Wiedebach und Nostitz-Jänkendorf, insbesondere Karl Friedrich Erdmann von Wiedebach und Nostitz-Jänkendorf (1810–1873) und seine aus dem Baltikum stammende Ehefrau Anna Freiin von Ungern-Sternberg (1818–1900), war über Generationen aktiv an der Ausgestaltung des Kirchbaus beteiligt. Alle Arnsdorfer Gutsbesitzer waren zudem Mitglieder des evangelischen Johanniterorden.
Die heutige Orgel wurde 1923 von Gustav Heinze in Sorau gebaut, der Prospekt stammt von einer früheren Orgel und wurde 1749 von Abraham Strohbach geschaffen.